# Seven Sudamericano Femenino 2024
El Seven Sudamericano Femenino de 2024 fue la vigésimo cuarta edición del torneo de selecciones femeninas de rugby 7 organizado por la Sudamérica Rugby.
Se disputó entre el 26 y 27 de octubre en las instalaciones de la Complejo Deportivo Villa María del Triunfo de Lima, Perú, en paralelo al Seven masculino.
El torneo entregó dos plazas para los Juegos Panamericanos Junior de 2025 y dos para el Challenger Series 2025.

## Equipos participantes
- Argentina
- Brasil
- Chile
- Colombia
- Paraguay
- Perú
- Uruguay
- Venezuela

## Fase de grupos

### Grupo A
| Pos | Países    | Partidos | Partidos | Partidos | Partidos | Tantos | Tantos | Tantos | Pts |
| Pos | Países    | J        | G        | E        | P        | PF     | PC     | DP     | Pts |
| --- | --------- | -------- | -------- | -------- | -------- | ------ | ------ | ------ | --- |
| 1   | Argentina | 3        | 3        | 0        | 0        | 126    | 10     | +116   | 9   |
| 2   | Colombia  | 3        | 2        | 0        | 1        | 81     | 38     | +43    | 7   |
| 3   | Paraguay  | 3        | 1        | 0        | 2        | 43     | 83     | -40    | 5   |
| 4   | Venezuela | 3        | 0        | 0        | 3        | 12     | 131    | -119   | 3   |

#### Partidos
| 26 de octubre | Argentina | 57 - 0 | Venezuela |  |  |

| 26 de octubre | Paraguay | 7 - 33 | Colombia |  |  |

| 26 de octubre | Argentina | 24 - 5 | Colombia |  |  |

| 26 de octubre | Paraguay | 31 - 5 | Venezuela |  |  |

| 26 de octubre | Argentina | 45 - 5 | Paraguay |  |  |

| 26 de octubre | Colombia | 43 - 7 | Venezuela |  |  |

### Grupo B
| Pos | Países  | Partidos | Partidos | Partidos | Partidos | Tantos | Tantos | Tantos | Pts |
| Pos | Países  | J        | G        | E        | P        | PF     | PC     | DP     | Pts |
| --- | ------- | -------- | -------- | -------- | -------- | ------ | ------ | ------ | --- |
| 1   | Brasil  | 3        | 3        | 0        | 0        | 113    | 5      | +108   | 9   |
| 2   | Uruguay | 3        | 2        | 0        | 1        | 50     | 47     | +3     | 7   |
| 3   | Chile   | 3        | 1        | 0        | 2        | 29     | 68     | -39    | 5   |
| 4   | Perú    | 3        | 0        | 0        | 3        | 21     | 93     | -72    | 3   |

#### Partidos
| 26 de octubre | Brasil | 33 - 0 | Uruguay |  |  |

| 26 de octubre | Chile | 24 - 7 | Perú |  |  |

| 26 de octubre | Brasil | 38 - 0 | Perú |  |  |

| 26 de octubre | Chile | 0 - 19 | Uruguay |  |  |

| 26 de octubre | Brasil | 42 - 5 | Chile |  |  |

| 26 de octubre | Perú | 14 - 31 | Uruguay |  |  |

## Fase final

### Semifinales quinto puesto
| 27 de octubre | Chile | 31 - 0 | Venezuela |  |  |

| 27 de octubre | Paraguay | 10 - 5 | Perú |  |  |

### Semifinales campeonato
| 27 de octubre | Argentina | 17 - 10 | Uruguay |  |  |

| 27 de octubre | Brasil | 12 - 5 | Colombia |  |  |

### Séptimo puesto
| 27 de octubre | Venezuela | 10 - 24 | Perú |  |  |

### Quinto puesto
| 27 de octubre | Chile | 21 - 17 | Paraguay |  |  |

### Tercer puesto
| 27 de octubre | Uruguay | 12 - 17 | Colombia |  |  |

### Final
| 27 de octubre | Argentina | 19 - 10 | Brasil |  |  |

| Bandera de Argentina |
| Campeón Argentina    |
| Segundo título       |